# 富時AIM英國50指數
富時AIM英國50指數（FTSE AIM UK 50 Index）於2005年5月16日設立，指數成份股組成是在另類投資市場首50間最大市值公司。富時AIM英國50指數於每年2月，5月，8月及11月尾，作季度檢討，改變成份股組合。

## 外部連結
- AIM網頁 (English)
- 富時集團網頁（页面存档备份，存于）